# Most Nowospasski
Most Nowospasski (ros. Новоспасский Мост) – stalowy most blachownicowy nad rzeką Moskwa, łączący Monaster Nowospasski i Dworzec Pawelecki w Moskwie, w Rosji (ok. 3 km na południowy wschód od Kremla). Został zbudowany w 1911 roku, jako trzyprzęsłowy most stalowy. Przebudowany został w 2000 w nowej prostszej formie.